# Neritimorpha

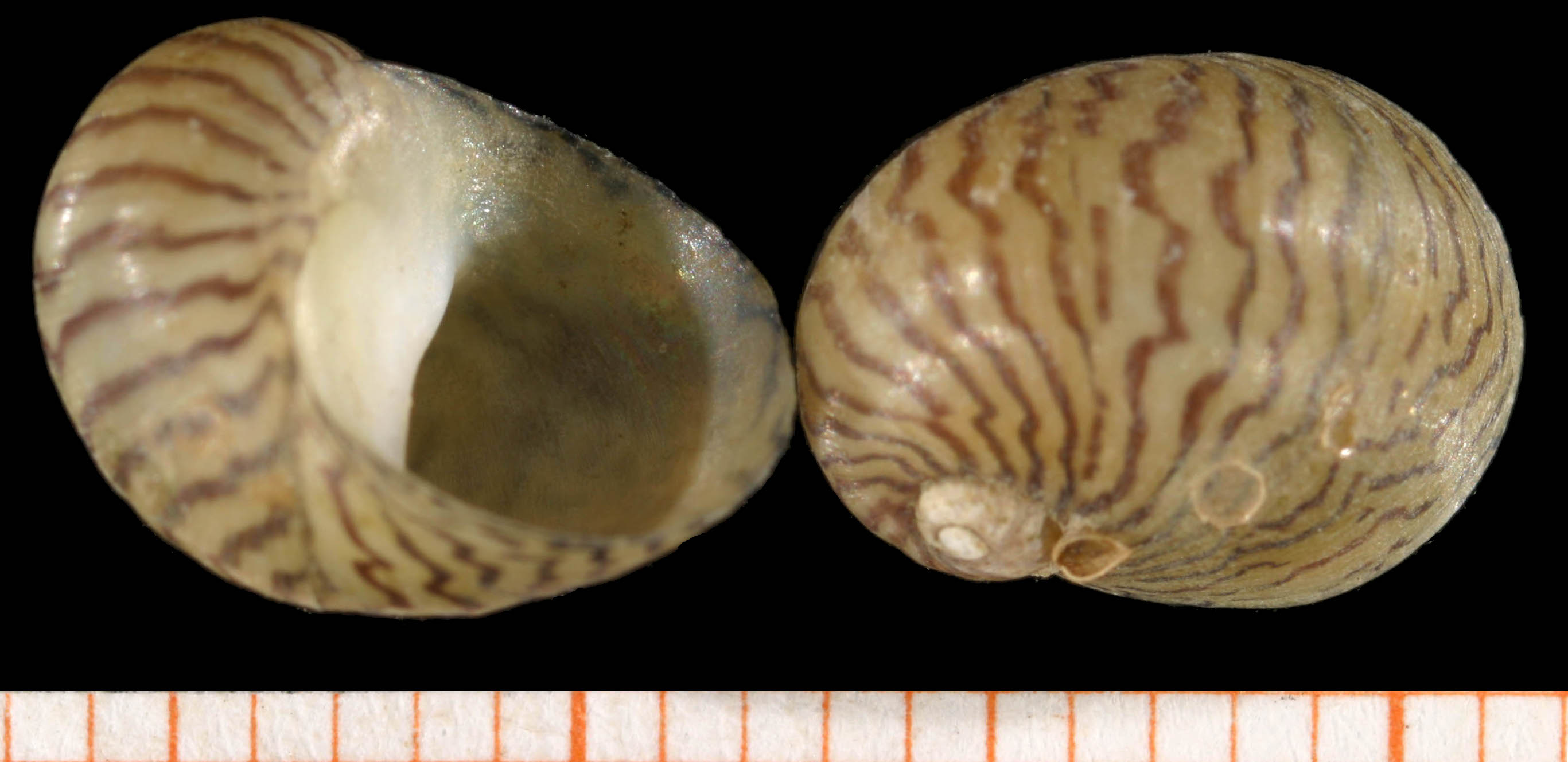
Các vỏ của ốc nước ngọt Theodoxus danubialis

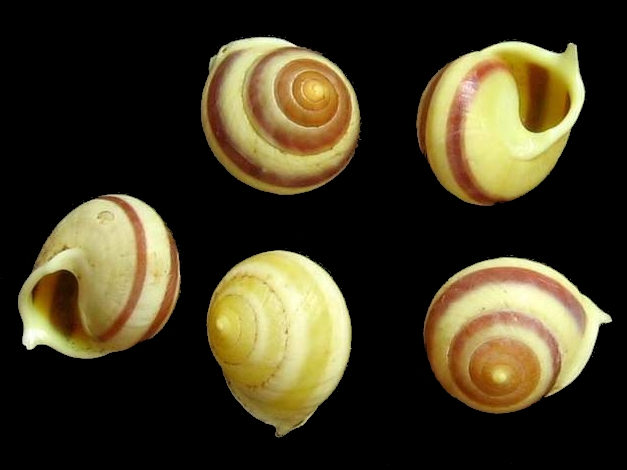
Các vỏ của ốc sên trên cạn Helicina rostrata

Neritimorpha là một nhóm phân loại, một nhánh không phân hạng của ốc sên, động vật thân mềm chân bụng. Nhóm này bao gồm ốc sên trên cạn, ốc biển, một số loài ốc nước sâu và cả ốc nước ngọt. Nhánh này từng được biết đến với cái tên siêu bộ Neritopsina.
Nhánh Neritimorpha, dựa trên phân tích phát sinh loài tối ưu, được coi là đơn ngành.

## Phân loại năm 1997
Theo phân loại học của Động vật chân bụng (Ponder & Lindberg, 1997) Neritopsina là một siêu bộ chân bụng trong phân lớp Orthogastropoda. Siêu họ Palaeotrochoidea nằm trong Neritopsina nhưng vị trí bộ của nó vẫn chưa được xác định.

## Phân loại năm 2005
Phân loại Động vật chân bụng (Bouchet & Rocroi, 2005) đã phân loại Neritimorpha như một nhánh thân mềm chân bụng. Nó là một trong 6 nhánh cao nhất trong lớp Gastropoda. Nó chứa các nhánh Cyrtoneritimorpha, Cycloneritimorpha, cũng như Neritimorpha Paleozoi có vị trí không chắc chắn.
Các nhánh (và đơn vị phân loại vị trí không chắc chắn) ở Neritimorpha bao gồm:
- † Paleozoi Neritimorpha có vị trí không chắc chắn
- † nhóm Cyrtoneritimorpha
- nhóm Cycloneritimorpha

Bốn siêu họ còn tồn tại được công nhận: Helicinoidea, Hydrocenoidea, Neritoidea và Neritopsoidea.